# Carl Fredrik Wærn (1787–1858)
För andra med samma namn se, Carl Fredrik Wærn
Carl Fredrik Wærn – även kallad den äldre – född 28 maj 1787 på Högens säteri i Steneby socken i Dalsland, död den 18 juli 1858 på Baldersnäs i Steneby socken i Dalsland, var en svensk brukspatron och liberal riksdagsman.

## Biografi
Wærn var son till Fredrikshaldsköpmannen Mathias Waern (1725–1788) och Maja Uggla (1747–1818) samt gifte sig 1818 med Gustafva Elisabet (Betty) Melin (1802–1875) och blev far till Carl Fredrik Wærn (1819–1899), Morten Edvard Wærn (1826–1896) och Wilhelm Wærn (1839–1876).
Han blev student vid Uppsala universitet 1803. Åren 1806–1813 var han förvaltare för Billingsfors järnbruk, där fadern vid mitten av 1700-talet blivit delägare i Billingsfors varefter han slog sig ner i Göteborg och där grundade firman C. Fr. Wærn. År 1852 ombildades bolaget till AB C. Fr. Wærn & Co. År 1823 köpte han Baldersnäs, dit han även flyttade och förskönade stället genom parkanläggningar, och Bäckefors bruk. Där införde han 1829–30, samtidigt med Gustaf Ekman, genom anställning av engelska arbetare lancashiresmidet i Sverige och belönades 1835 för sina förtjänster för järnhanteringen med Jernkontorets stora medalj. Brodern Petter Wærn dog 1813 i en seglingsolycka på Laxsjön vid Baldersnäs.[källa behövs]

## Politisk karriär
År 1839 valdes Wærn till statsrevisor och representerade vid 1840–1841 och 1844–1845 års riksdagar Göteborgs stad i borgarståndet. Wærn var alltså liberal och räknades som liberalernas näst främste kraft efter Thore Petré i borgarståndet. Carl Fredrik Wærn spelade en särskilt framträdande roll i Konstitutionsutskottet och hemliga utskottet 1840–1841 som ledare för de ofrälse liberalernas opposition.